# Maksymilian Sitek
Maksymilina Sitek (Rzeszów, 4 dicembre 2000) è un calciatore polacco, centrocampista del ŁKS in prestito dal Podbeskidzie.

## Carriera
Cresciuto nel Legia Varsavia, nel 2017-2018 e nel 2019-2020 gioca in prestito nelle divisioni inferiori polacche rispettivamente con Siarka Tarnobrzeg e Puszcza Niepołomice.
Nel 2020 passa a titolo definitivo al Podbeskidzie con cui debutta fra i professionisti giocando il match di Ekstraklasa pareggiato 2-2 contro il Jagiellonia. Al termine della stagione rinnova il contratto e viene ceduto in prestito allo Stal Mielec.

## Statistiche
Statistiche aggiornate al 17 dicembre 2021.

### Presenze e reti nei club
| Stagione        | Squadra             | Campionato      | Campionato | Campionato | Coppe nazionali | Coppe nazionali | Coppe nazionali | Coppe continentali | Coppe continentali | Coppe continentali | Altre coppe | Altre coppe | Altre coppe | Totale | Totale | Totale |
| Stagione        | Squadra             | Comp            | Pres       | Reti       | Comp            | Pres            | Reti            | Comp               | Pres               | Reti               | Comp        | Pres        | Reti        | Pres   | Reti   |        |
| --------------- | ------------------- | --------------- | ---------- | ---------- | --------------- | --------------- | --------------- | ------------------ | ------------------ | ------------------ | ----------- | ----------- | ----------- | ------ | ------ | ------ |
| 2018-2019       | Siarka Tarnobrzeg   | 2L              | 30         | 2          | CP              | 1               | 0               |                    | -                  | -                  |             | -           | -           | 31     | 2      |        |
| 2019-2020       | Puszcza Niepołomice | 1L              | 23         | 2          | CP              | 0               | 0               |                    | -                  | -                  |             | -           | -           | 23     | 2      |        |
| 2020-2021       | Podbeskidzie        | EK              | 18         | 1          | CP              | 1               | 0               |                    | -                  | -                  |             | -           | -           | 199    | 1      |        |
| 2021-2022       | Stal Mielec         | EK              | 19         | 3          | CP              | 1               | 0               |                    | -                  | -                  |             | -           | -           | 20     | 3      |        |
| Totale carriera | Totale carriera     | Totale carriera | 90         | 8          |                 | 3               | 0               |                    | -                  | -                  |             | -           | -           | 93     | 8      |        |